# 韋帕赫河
49°30′38″N 11°22′39″E / 49.510553°N 11.377615°E

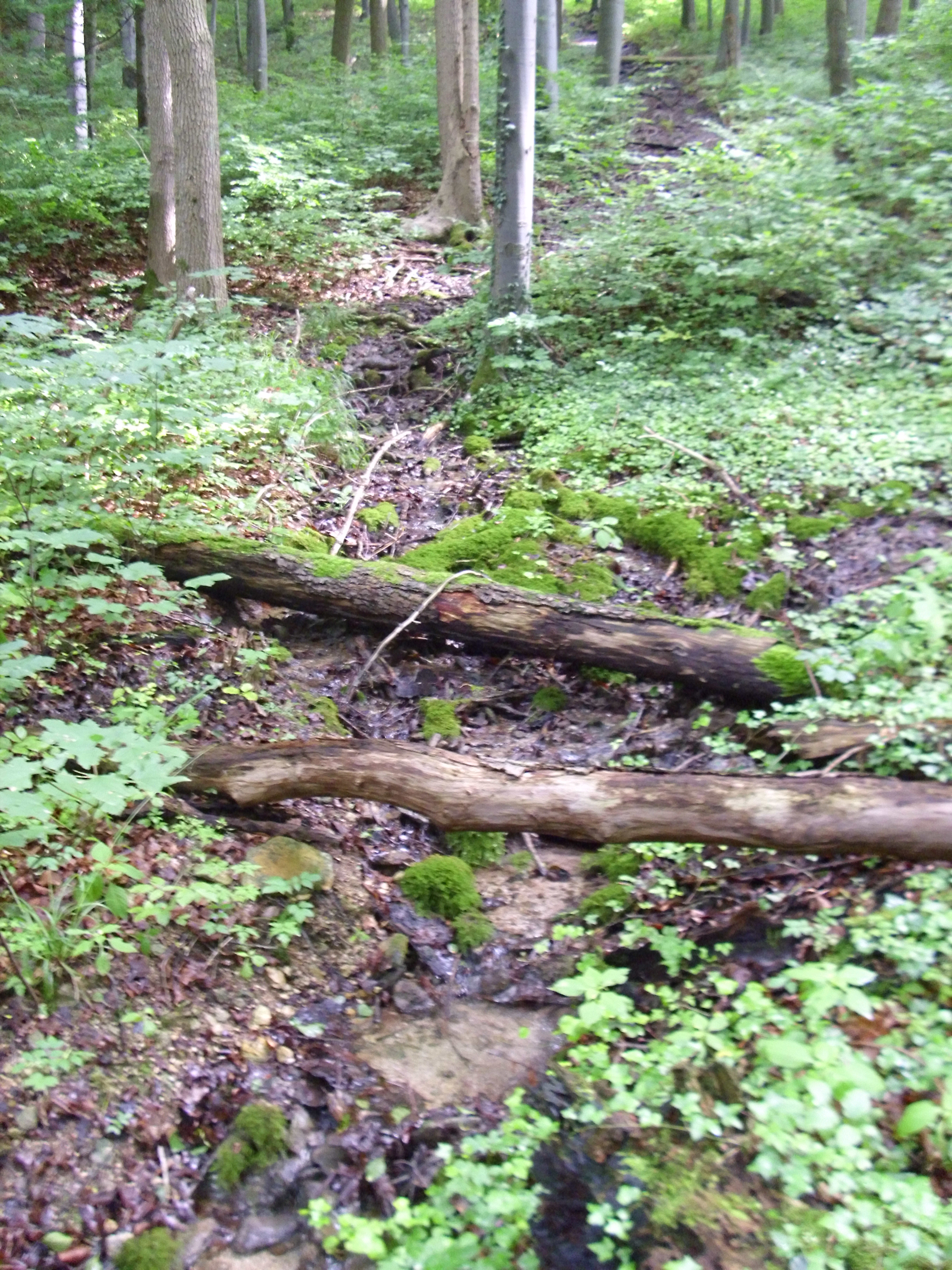

韋帕赫河是德國的河流，位於該國東南部，由巴伐利亞負責管轄，屬於佩格尼茨河的右支流，發源自賴興施萬德，流經紐倫堡縣。